# Paratrixoscelis kaszabi
Paratrixoscelis kaszabi är en tvåvingeart som beskrevs av Soos 1977. Paratrixoscelis kaszabi ingår i släktet Paratrixoscelis och familjen myllflugor. Inga underarter finns listade i Catalogue of Life.